# アムトランス
アムトランス株式会社は、日本の音響部品メーカーである。1991年に神奈川県川崎市で創業、現在は東京都千代田区神田淡路町に本社と店舗を持つ。
オーディオ用抵抗器およびコンデンサにおいて非常に強いブランド力を持ち、その製品は海外の音響機器メーカーからも幅広く支持されている。

## 主要製品
- AMRA（オーディオ用酸化金属被膜固定抵抗器）
- AMRG（最高級オーディオ用カーボン抵抗器）
- AMRT（オーディオ用カーボン抵抗器）
- AMCO（高品質メタライズドフィルムコンデンサー）
- AMCH（銅箔フィルムコンデンサー）
- AMCY【Golden Black】(高品質オイルコンデンサー)
- AMCG（オーディオ用フィルムコンデンサー）
- 金メッキOFC線アッテネーター

## 取扱商品
- コンデンサー
- 真空管オーディオアンプ
- スピーカー
- トランス
- マイクロフォン
- 真空管測定器（カーブトレーサー）
- ブレーカー
- プラグ
- コネクター
- ソケット